# Scerni
Scerni is een gemeente in de Italiaanse provincie Chieti (regio Abruzzen) en telt 3645 inwoners (31-12-2004). De oppervlakte bedraagt 41,1 km², de bevolkingsdichtheid is 89 inwoners per km².

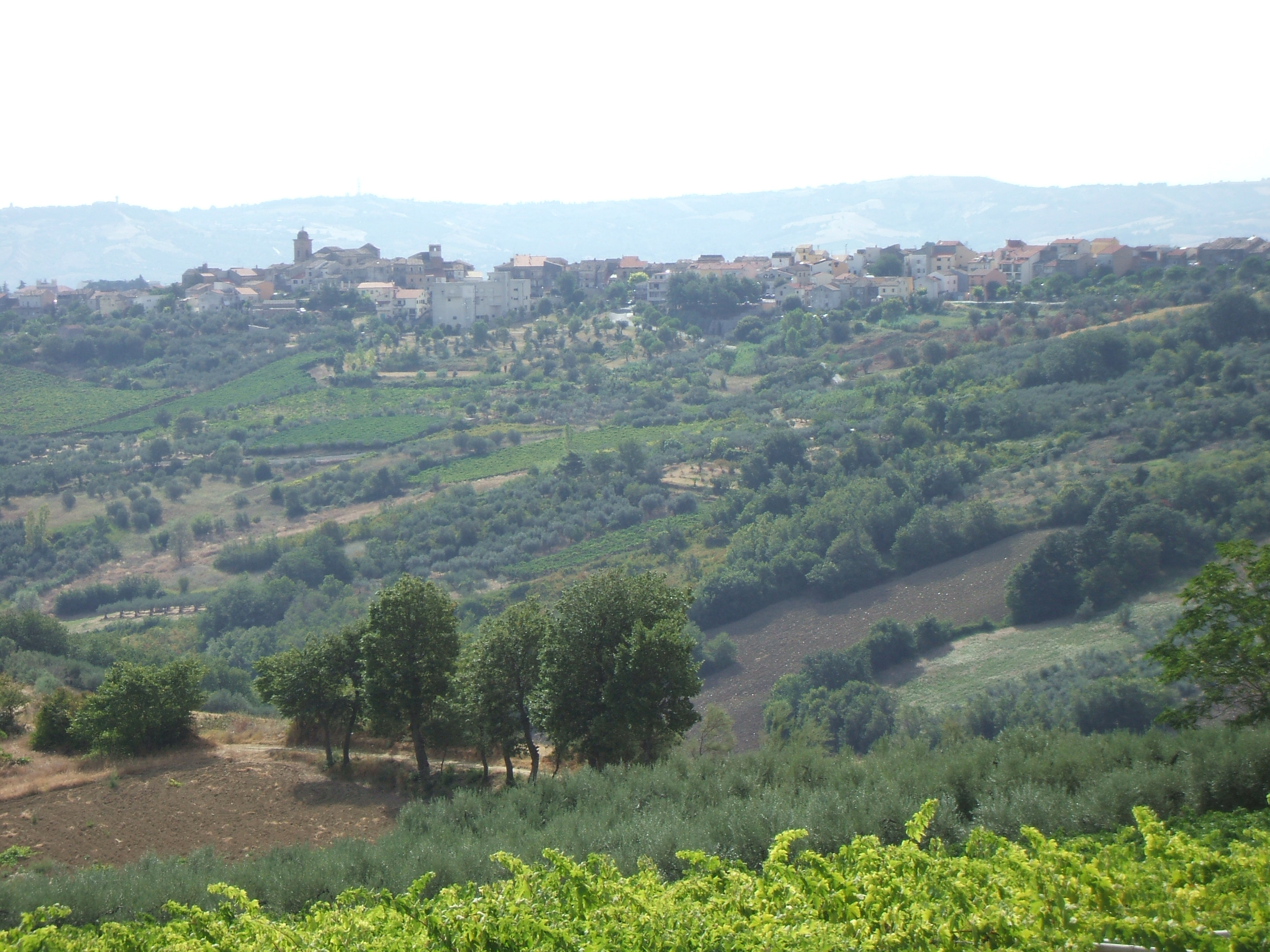
Scerni
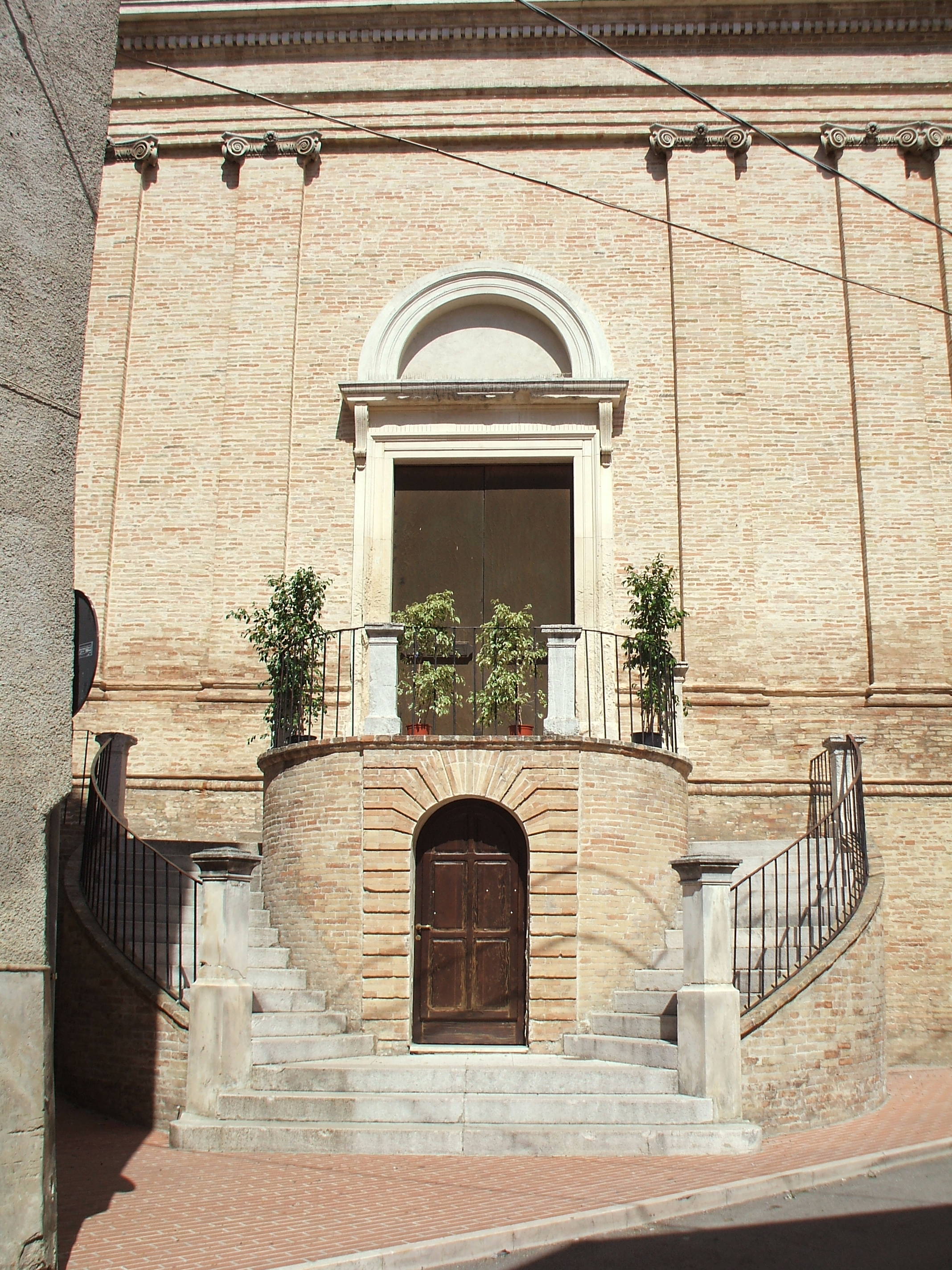
San Panfilo
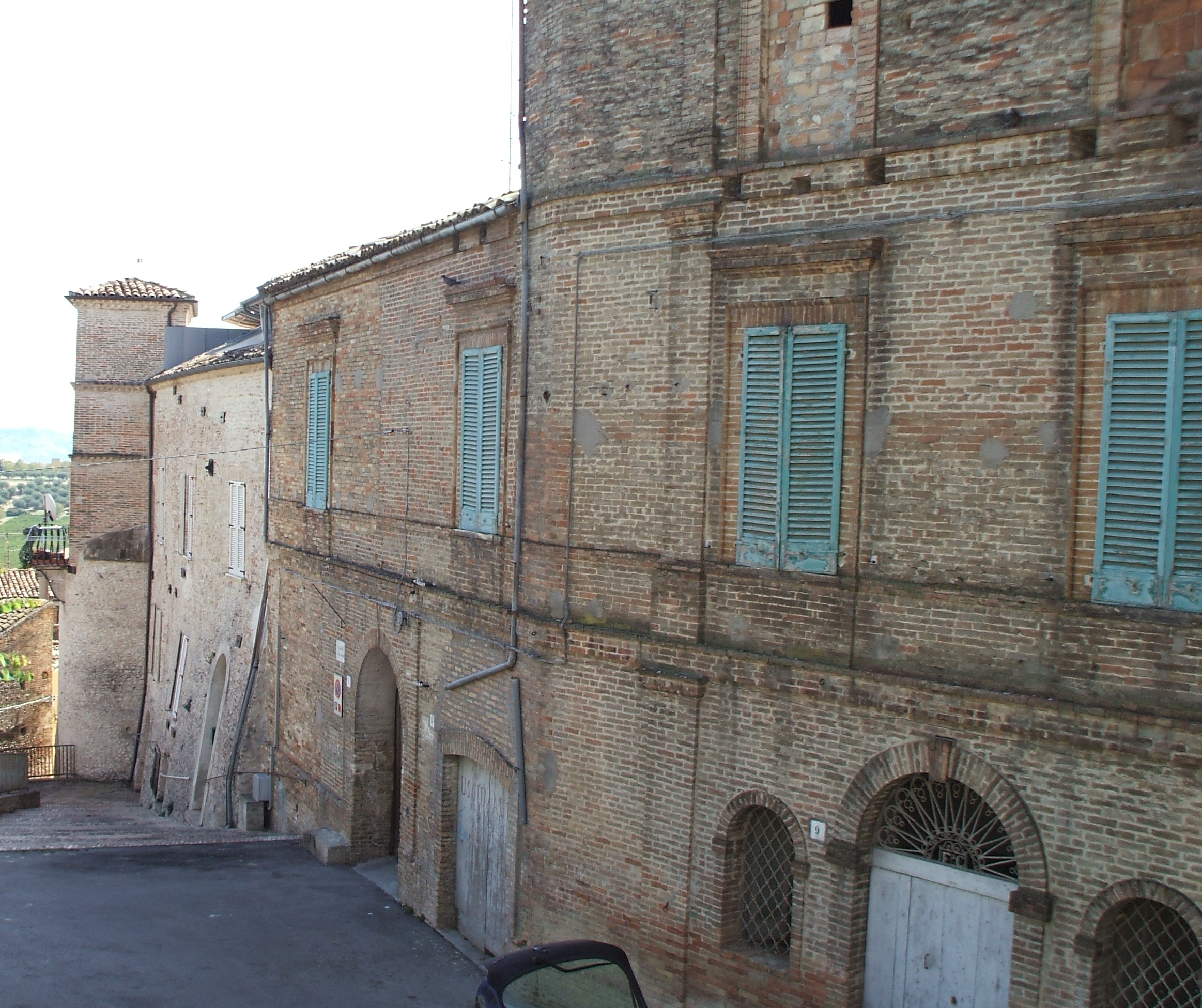
Palazzo de Riseis
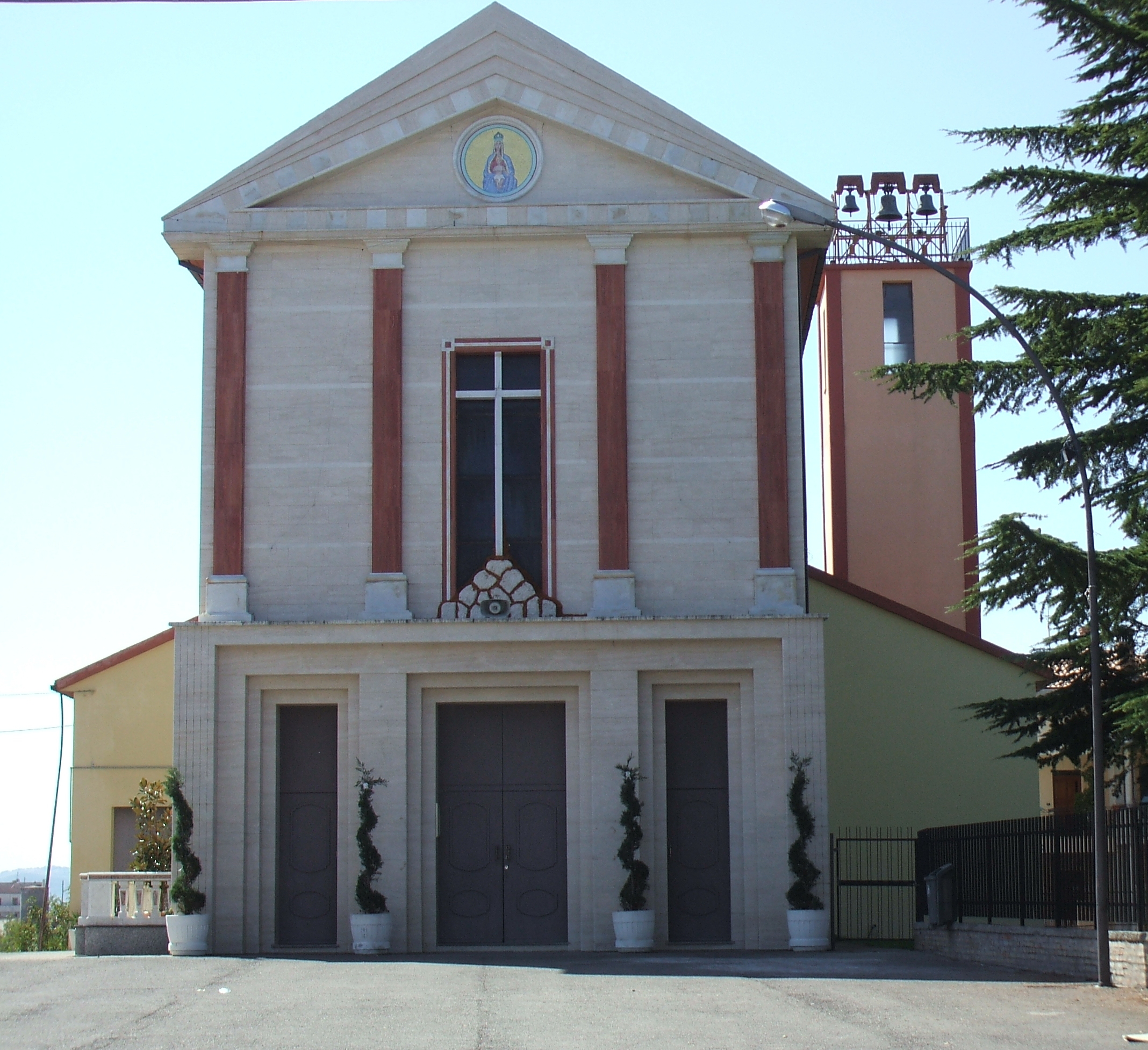
Madonna della Strada

## Demografie
Scerni telt ongeveer 1381 huishoudens. Het aantal inwoners daalde in de periode 1991-2001 met 3,7% volgens cijfers uit de tienjaarlijkse volkstellingen van ISTAT.
| Jaar | Inwoneraantal |
| ---- | ------------- |
| 1991 | 3848          |
| 2001 | 3704          |

## Geografie
De gemeente ligt op ongeveer 333 m boven zeeniveau.
Scerni grenst aan de volgende gemeenten: Atessa, Gissi, Monteodorisio, Pollutri.